# Río Inambari
Der Río Inambari ist ein etwa 380 km (einschl. Quellfluss Río Sandia ca. 440 km) langer rechter Nebenfluss des Río Madre de Dios in Südost-Peru in den Verwaltungsregionen Puno und Madre de Dios.

## Flusslauf
Der Río Inambari entsteht am Zusammenfluss von Río Sandia (links, 60 km lang) und Río Huari Huari (rechts) auf einer Höhe von etwa 1700 m. Der 20 km lange Río Huari Huari entsteht wiederum am Zusammenfluss von  Río Quiaca (links, 41 km lang) und Río Sina (rechts, 38 km lang). Die Quellflüsse des Río Inambari entspringen an der Nordflanke der Cordillera Apolobamba. Dieser vergletscherte Gebirgszug in der peruanischen Ostkordillere erreicht im Nevado Ananea eine Höhe von 5852 m. Der Río Inambari fließt anfangs 30 km nach Nordosten. Anschließend vollführt er eine scharfe Linksbiegung und fließt auf den folgenden knapp 200 Kilometern in Richtung Westnordwest durch das Bergland. Dabei nimmt er eine Reihe von Nebenflüssen, hauptsächlich linksseitig, auf. Zu diesen zählen: Río Patambuco, Río Capacmayo, Río Limbani, Río Sacomayo, Río Coaza, Río Pararani, Río Curcani und Río Pararani. Bei Flusskilometer 164 mündet der Río San Gabán, einer der beiden bedeutendsten Nebenflüsse des Río Inambari, linksseitig in den Fluss. Der Río Inambari fließt anschließend etwa 60 km in Richtung Nordnordwest. Bei Flusskilometer 122 trifft der Río Araza (auch Río Marcapata), der zweite wichtige Nebenfluss des Rio Inambari, von links auf diesen. Der Río Inambari wendet sich auf den folgenden 40 Kilometern nach Norden, dabei durchbricht er einen Höhenzug und erreicht das Tiefland. Dieses durchquert er auf den letzten 70 Kilometern in ostnordöstlicher Richtung. Schließlich trifft der Río Inambari 60 km westlich von Puerto Maldonado auf den nach Osten strömenden Río Madre de Dios.

## Einzugsgebiet und Hydrologie
Der Río Inambari entwässert die peruanische Ostkordillere nach Nordosten hin. Das etwa 20.400 km² große Einzugsgebiet grenzt im Westen an das des Río Alto Madre de Dios und des Río Colorado sowie im Osten an das des Río Tambopata, alles Zuflüsse des Río Madre de Dios. Im Südwesten, jenseits der Gebirgskette, liegt das Einzugsgebiet des Titicacasees. Der mittlere Abfluss des Río Inambari in Mündungsnähe liegt bei etwa 1320 m³/s.

## Ökologie
Direkt oberhalb und unterhalb der Einmündung des Río Araza überspannt jeweils eine Straßenbrücke den Fluss. Letztere ist die 160 m lange Puente Inambari. Von dort führt eine Straße zum nordöstlich gelegenen Puerto Maldonado sowie jeweils eine Fernstraße das Flusstal des Río Araza sowie das Flusstal des Río San Gabán hinauf nach Westen.
Es wurden schon erste Wasserkraft-Projekte wie das Wasserkraftwerk San Gabán II im Einzugsgebiet des Río Inambari realisiert, weitere sind in Planung oder im Bau. Den Bau eines 1500 MW-Wasserkraftwerkes am Río Inambari wurde 2011 von der peruanischen Regierung auf Eis gelegt. Es sollte Strom in das benachbarte Brasilien liefern. Der geplante Staudamm hätte eine Waldfläche von 410 km² überschwemmt sowie massive Auswirkungen auf die Tier- und Pflanzenwelt gehabt.